# 朝天门码头纜車

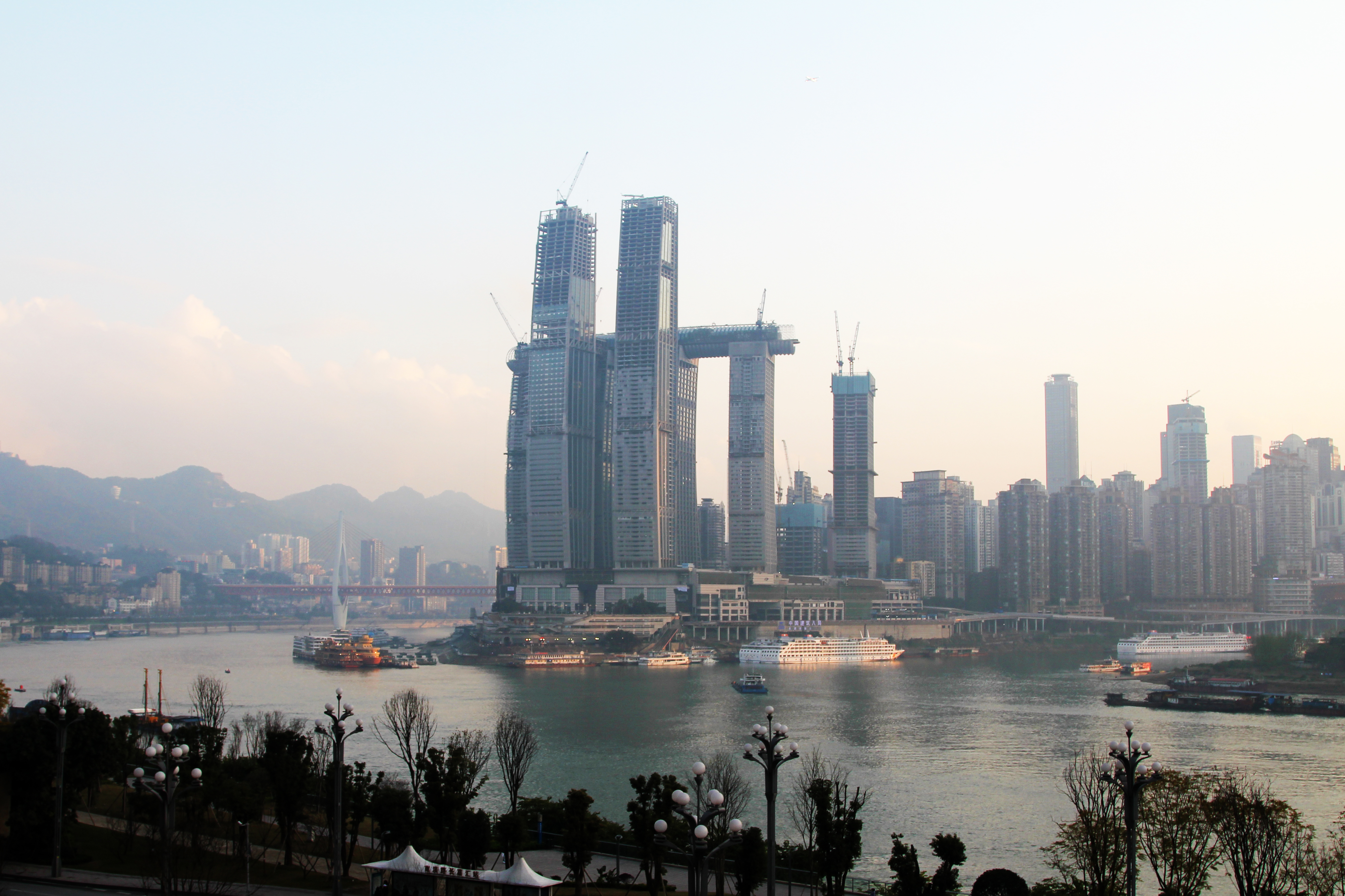
朝天门码头

朝天门位于长江和嘉陵江的交汇处，是重庆水路运输的门户，重庆港在此设有多座斜坡式码头。由于重庆市区“上半城”到江边“下半城”的朝天门落差大，水位低时旅客乘船时须攀爬数百步石梯，十分不便，朝天门码头先后修建了数个往复式地面缆车系统。

## 朝天门南侧缆车

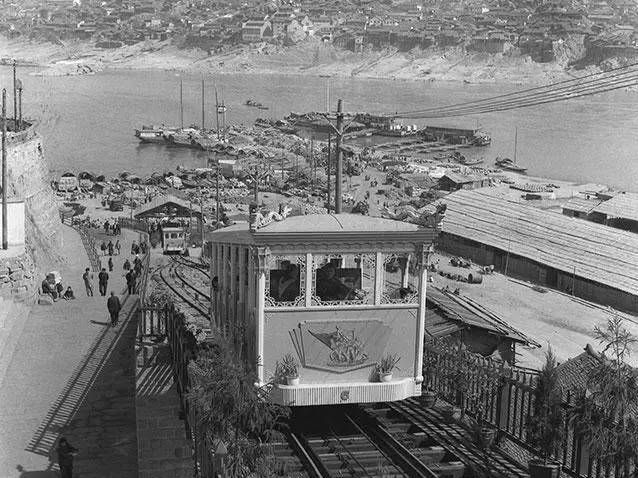
朝天門南侧纜車

朝天门南侧缆车是朝天门码头最早的缆车，始建于1958年。南侧缆车线路全长156米，高差34.32米，中间采用“鱼腹式”轨道作为会车段。车厢采用民族风格的设计，顶部四角装有彩龙，车厢内外均有图案装饰，每辆缆车可载客80人，并有5平方米的载货面积，高峰时可载客共100人。1960年5月，时任中共中央副主席、国家主席刘少奇来到重庆视察，其间曾来到朝天门码头乘坐缆车。在洪水期，缆车的下段轨道会被淹没，而鱼腹式会车段使缆车只能在固定的长度运行，无法适应江水涨落，故每年有三四个月无法运行。1966年，缆车被特大洪水淹没后停运，且由于上站站房发生沉降成为危险建筑，于1969年2月报废。:1020

## 朝天门北侧缆车

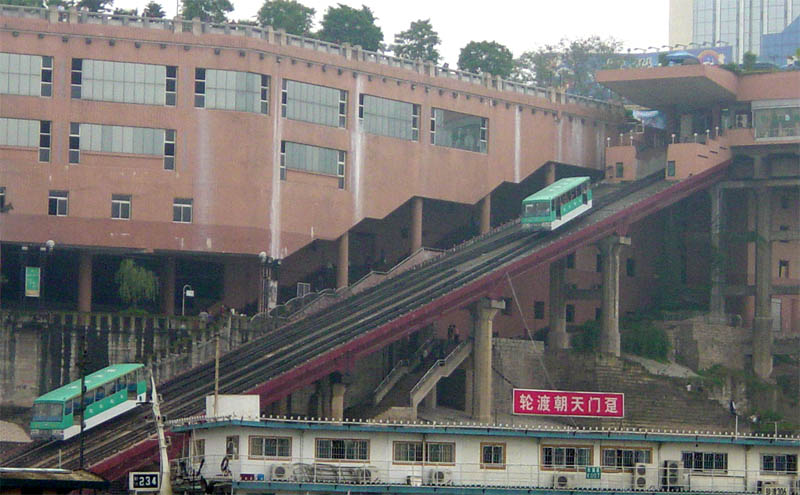
朝天門北侧纜車

朝天門北侧纜車:1020，又名朝天門碼頭觀光纜車，從1984年10月1日一直營運到2007年5月，曾是朝天門碼頭重要的水路換乘設施。朝天門碼頭北侧纜車由輪渡公司自行設計建造。於1982年開建，线路全長125米，上下高差37.2米，其中上段为单轨道式，下段为双轨道式，呈剪刀形，下站设有活动站台，站台通过跳船、跳板与趸船相连。:1020朝天門碼頭北侧纜車在20世紀80年代就開始使用橙色塗漆的鋼製纜車，並設有四個開門。步入千禧年後改換成另一種樣式的鋼製纜車，車身塗漆改為藍色，開門減少到了兩個，車頭、車身上還印有「觀光纜車」的字樣。1984年正式營業，被認為是重慶碼頭文化的重要組成部分。初期運營時，纜車的下行票收費5分，上行票收費1角，後來統一成1元。
2005年，安監局的工作人員對纜車進行安全檢查，發現安全隱患：纜車是由鋼纜拉動行駛，一旦鋼纜斷了，纜車還應該具備自動剎車的功能，因此要求輪渡公司整改，給纜車加裝抱軌器。但輪渡公司發現，安裝一套自動剎車設備至少需200萬元；而隨著三峽蓄水水位抬高，纜車的使用距離會越來越短，公司遂決定在2007年5月停運纜車。但和望龍門纜車不同，朝天門碼頭北侧纜車並未在停運後立即拆除，部分基礎設備至今依然完整。纜車在停運後，經常有重慶市民在售票處詢問是否還運營。
惟於2021年，有網民發現缆车的轨道只剩下一部分，部分轨道甚至已经被拆，上面也没有缆车的车厢，只剩下一些轨道的痕迹。

## 重庆港朝天门客运设施

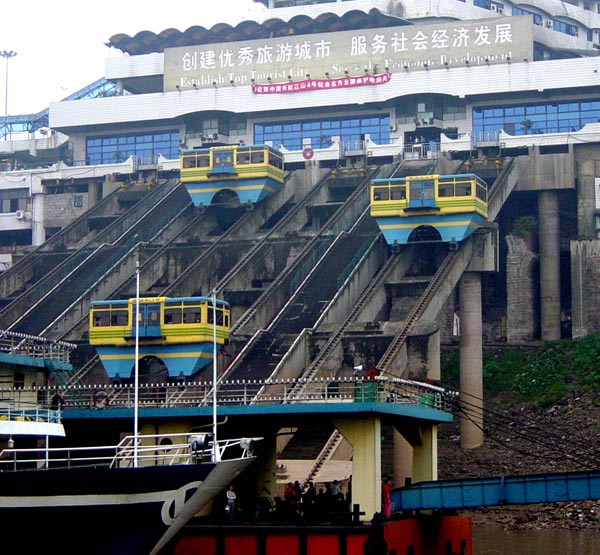
原客运大楼前的缆车

1991年11月20日，重庆港朝天门客运设施工程正式开工建设，工程除拆除1958年的老客运设施并在原地新建客运站外，还在客运大楼与趸船之间安装了两组双缆缆车。两组缆车均为双轨道式，共配有4辆斜坡式客运缆车，每辆缆车可载客60人或载重6吨，且设有超载保护、钢绳断缆保护、防倾斜装置，每小时可运送2500人进出港口。:179
1994年9月，朝天门客运设施工程通过验收并投入试生产。同年10月14日，时任中共中央总书记江泽民在中共中央书记处书记温家宝等人的陪同下乘坐新建成的客运缆车，并在此登上巴山号游船。1995年9月20日，中共中央政治局常委胡锦涛在省市领导的陪同下两次乘坐客运缆车。:179
2012年8月30日，重庆港客运大楼和三峡宾馆爆破拆除，原址改建为重庆来福士广场，原缆车下站现为朝天门8码头。